# Бурляєв Микола Петрович
Микола Петрович Бурляєв (рос. Никола́й Петро́вич Бурля́ев; нар. 3 серпня 1946, Москва, Російська РФСР) — радянський та російський актор театру і кіно. Народний артист Росії (1996). Член спілки письменників Росії.

## Громадянська позиція
Один із підписантів листа на підтримку політики президента Росії Володимира Путіна щодо військової інтервенції в Україну, визнаний Міністерством культури України як особа, дії якої створюють загрозу національній безпеці України. Підтримав також і повномасштабне вторгнення Росії в Україну, підписавши листа на підтримку цього вторгнення ( загалом лист підписали понад 150 діячів культури Росії)[5]
Виступав в окупованому Росією Криму. Фігурант бази даних центру «Миротворець» як особа, що становить загрозу національній безпеці України і міжнародному правопорядку.

## Фільмографія
- 1961 — «Хлопчик і голуб»
- 1962 — «Без страху і докору»
- 1962 — «Іванове дитинство»
- 1966 — «Андрій Рубльов»
- 1969 — «Мама вийшла заміж»
- 1970 — «Легенда»
- 1971 — «Перевірка на дорогах»
- 1974 — «Під кам'яним небом»
- 1979 — «Відпустка у вересні»
- 1979 — «Маленькі трагедії»
- 1989 — «Висока кров»
- 1989 — «Птахам крила не у тягість»
- 1990 — «Все попереду»
- 1991 — «Господи, почуй молитву мою»
- 2008 — «Адмірал»